# Saint-André-de-Rosans
Pour les articles homonymes, voir Saint-André et Rosans (homonymie).
Saint-André-de-Rosans est une commune française située dans le département des Hautes-Alpes en région Provence-Alpes-Côte d'Azur. La commune ne fait pas partie du parc naturel des Baronnies provençales créé en 2014 bien que située à l'intérieur de son périmètre.

## Géographie

### Localisation
Le village de Saint-André-de-Rosans est situé à l'ouest du département des Hautes-Alpes à proximité du parc naturel régional des Baronnies provençales.

### Géologie et relief
Sommets et montagnes :
- le Fourchat,
- Montagnes de Maraysse, de l’Archier.

Les boules de grès situées au sud-est de la commune de Rosans.

### Sismicité
La commune se trouve en zone de sismicité faible.

### Hydrographie et les eaux souterraines
Cours d'eau sur la commune ou à son aval :
- rivière l'Eygues[4],
- rivière l'Armalause[5],
- rivière Lidane,
- torrents de Baudet, de l'Esclate, de Riou Tord, du Chancelier, de Pré Buillet, des Mourres, des Gravières, de Gournier,
- ruisseaux des Fontettes, de Crémas, le Rieu, de Combe Rousse.

### Communes limitrophes
Ses communes limitrophes sont :
| Rosans                                 | Moydans                      | Ribeyret |
|                                        | Saint-André-de-Rosans        | Sorbiers |
| Montferrand-la-Fare, Roussieux (Drôme) | Chauvac-Laux-Montaux (Drôme) |          |

### Voies de communications et transports

#### Voies routières
La commune est traversée par les routes départementales 425 (liaison de Roussieux à la RD 994 en direction de Serres et Gap) et 949 (liaison de Rosans à Laragne-Montéglin).

#### Transports en commun
- Transport en Provence-Alpes-Côte d'Azur

### Climat
Pour des articles plus généraux, voir Climat de Provence-Alpes-Côte d'Azur et Climat des Hautes-Alpes.
En 2010, le climat de la commune est de type climat méditerranéen altéré, selon une étude du Centre national de la recherche scientifique s'appuyant sur une série de données couvrant la période 1971-2000. En 2020, Météo-France publie une typologie des climats de la France métropolitaine dans laquelle la commune est exposée à un climat de montagne ou de marges de montagne et est dans la région climatique Alpes du sud, caractérisée par une pluviométrie annuelle de 850 à 1 000 mm, minimale en été.
Pour la période 1971-2000, la température annuelle moyenne est de 10,7 °C, avec une amplitude thermique annuelle de 17 °C. Le cumul annuel moyen de précipitations est de 965 mm, avec 7,5 jours de précipitations en janvier et 4,8 jours en juillet. Pour la période 1991-2020, la température moyenne annuelle observée sur la station météorologique de Météo-France la plus proche, « Rosans », sur la commune de Rosans à 4 km à vol d'oiseau, est de 11,7 °C et le cumul annuel moyen de précipitations est de 826,9 mm. 
La température maximale relevée sur cette station est de 41,1 °C, atteinte le 22 août 2023 ; la température minimale est de −17,9 °C, atteinte le 12 février 2012,,.
Les paramètres climatiques de la commune ont été estimés pour le milieu du siècle (2041-2070) selon différents scénarios d'émission de gaz à effet de serre à partir des nouvelles projections climatiques de référence DRIAS-2020. Ils sont consultables sur un site dédié publié par Météo-France en novembre 2022.

## Urbanisme

### Typologie
Au 1er janvier 2024, Saint-André-de-Rosans est catégorisée commune rurale à habitat très dispersé, selon la nouvelle grille communale de densité à 7 niveaux définie par l'Insee en 2022.
Elle est située hors unité urbaine et hors attraction des villes,.

### Occupation des sols
L'occupation des sols de la commune, telle qu'elle ressort de la base de données européenne d’occupation biophysique des sols Corine Land Cover (CLC), est marquée par l'importance des forêts et milieux semi-naturels (72,7 % en 2018), en diminution par rapport à 1990 (75,3 %). La répartition détaillée en 2018 est la suivante : 
forêts (49,6 %), milieux à végétation arbustive et/ou herbacée (20,9 %), terres arables (16,7 %), zones agricoles hétérogènes (10,7 %), espaces ouverts, sans ou avec peu de végétation (2,2 %).
L'évolution de l’occupation des sols de la commune et de ses infrastructures peut être observée sur les différentes représentations cartographiques du territoire : la carte de Cassini (XVIIIe siècle), la carte d'état-major (1820-1866) et les cartes ou photos aériennes de l'IGN pour la période actuelle (1950 à aujourd'hui).

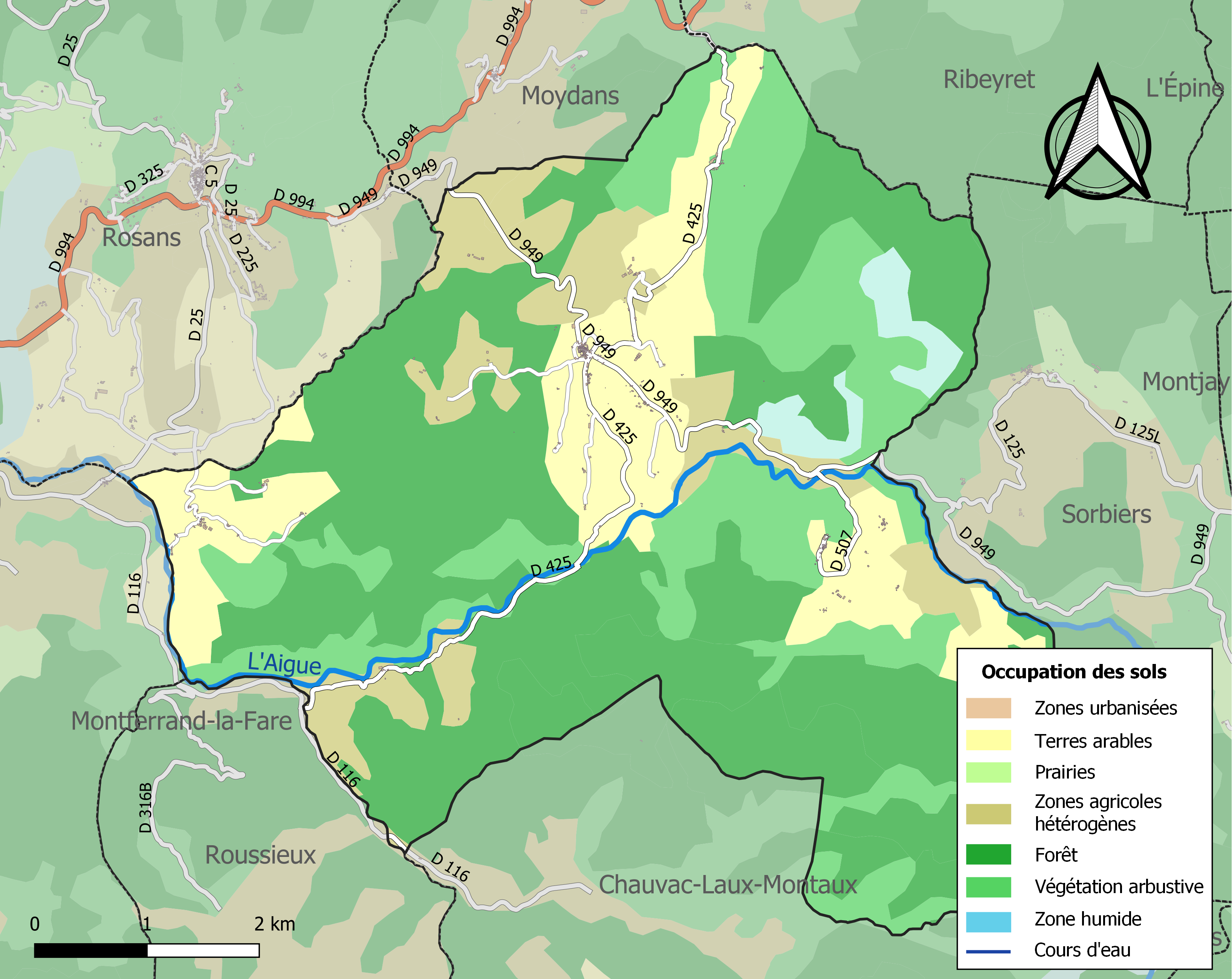
Carte de l'occupation des sols de la commune en 2018 (CLC).

## Toponymie
Le nom de la localité est attesté sous la forme latine Sanctus Andrea Rosanensis au XIe siècle, sous la forme Cella sanctis Andree en 1075 dans une bulle clunisienne.
Sant Andreu de Rosans en occitan.

## Histoire
Le 19 avril 988 un prêtre nommé Richaud fonda un prieuré à Saint-André de Rosans et le donna à l'ordre de Cluny.
Saint-André-de-Rosans a en effet pour origine l'ancien prieuré conventuel de Cluny fondé en 988.

## Politique et administration

### Liste des maires
| Période                                  | Période  | Identité        | Étiquette | Qualité                              |
| ---------------------------------------- | -------- | --------------- | --------- | ------------------------------------ |
| Les données manquantes sont à compléter. |          |                 |           |                                      |
| 1981                                     |          | Louis Richaud   |           |                                      |
| mars 2001                                | 2014     | Robert Noello   |           | Professeur des écoles                |
| mars 2014                                | En cours | Cécile Liotard, |           | Agricultrice sur petite exploitation |

### Budget et fiscalité 2016
En 2016, le budget de la commune était constitué ainsi :
- total des produits de fonctionnement : 169 000 €, soit 1 149 € par habitant ;
- total des charges de fonctionnement : 81 000 €, soit 554 € par habitant ;
- total des ressources d'investissement : 30 000 €, soit 201 € par habitant ;
- total des emplois d'investissement : 88 000 €, soit 600 € par habitant ;
- endettement : 182 000 €, soit 1 237 € par habitant.

Avec les taux de fiscalité suivants :
- taxe d'habitation : 11,35 % ;
- taxe foncière sur les propriétés bâties : 11,65 % ;
- taxe foncière sur les propriétés non bâties : 59,89 % ;
- taxe additionnelle à la taxe foncière sur les propriétés non bâties : 96,83 % ;
- cotisation foncière des entreprises : 20,19 %.

Chiffres clés Revenus et pauvreté des ménages en 2015 : médiane en 2015 du revenu disponible, par unité de consommation : 13 375 €.

### Intercommunalité
Saint-André-de-Rosans fait partie :
- de 1994 à 2017, de la communauté de communes interdépartementale des Baronnies ;
- à partir du 1er janvier 2017, de la communauté de communes Sisteronais-Buëch.

## Population et société

### Démographie

#### Évolution démographique
L'évolution du nombre d'habitants est connue à travers les recensements de la population effectués dans la commune depuis 1793. Pour les communes de moins de 10 000 habitants, une enquête de recensement portant sur toute la population est réalisée tous les cinq ans, les populations de référence des années intermédiaires étant quant à elles estimées par interpolation ou extrapolation. Pour la commune, le premier recensement exhaustif entrant dans le cadre du nouveau dispositif a été réalisé en 2006.

En 2022, la commune comptait 158 habitants, en évolution de +6,76 % par rapport à 2016 (Hautes-Alpes : +0,4 %, France hors Mayotte : +2,11 %).
| 1793 | 1800 | 1806 | 1821 | 1831 | 1836 | 1841 | 1846 | 1851 |
| ---- | ---- | ---- | ---- | ---- | ---- | ---- | ---- | ---- |
| 644  | 512  | 682  | 658  | 672  | 674  | 700  | 678  | 660  |

| 1856 | 1861 | 1866 | 1872 | 1876 | 1881 | 1886 | 1891 | 1896 |
| ---- | ---- | ---- | ---- | ---- | ---- | ---- | ---- | ---- |
| 660  | 608  | 579  | 540  | 502  | 506  | 518  | 519  | 502  |

| 1901 | 1906 | 1911 | 1921 | 1926 | 1931 | 1936 | 1946 | 1954 |
| ---- | ---- | ---- | ---- | ---- | ---- | ---- | ---- | ---- |
| 453  | 386  | 363  | 313  | 305  | 281  | 268  | 225  | 190  |

| 1962 | 1968 | 1975 | 1982 | 1990 | 1999 | 2006 | 2011 | 2016 |
| ---- | ---- | ---- | ---- | ---- | ---- | ---- | ---- | ---- |
| 176  | 137  | 119  | 123  | 141  | 139  | 147  | 144  | 148  |

| 2021 | 2022 | - | - | - | - | - | - | - |
| ---- | ---- | - | - | - | - | - | - | - |
| 156  | 158  | - | - | - | - | - | - | - |

### Enseignement
La commune dépend de l'académie d'Aix-Marseille.
Établissements d'enseignements :
- Écoles maternelles à Ribeyret, Rosans,
- École primaire à Rosans,
- Collège à Serres,
- Lycée à Nyons.

### Santé
Professionnels et établissements de santé :
- Médecin à Rémuzat ;
- Infirmiers à Rosans et Orpierre ;
- Le centre hospitalier le plus proche est celui de Sisteron, à 48 km ;
- Hôpitaux locaux à Laragne-Monteglin et Buis-les-Baronnies.

### Cultes
Culte catholique, église de Saint-André de Rosans, chapelles de Sironne et des Isnières, diocèse de Gap.

## Économie

### Entreprises et commerces

#### Agriculture
- Membres de l’association Agribio 05[32].
- Culture et élevage, culture de plantes à épices, aromatiques, médicinales et pharmaceutiques.

#### Tourisme
- Auberge du Prieuré.
- Gîtes et chambres d'hôtes.
- Restaurants à Rosans.

#### Commerces
Commerces de proximité à Rosans, Verclause.

## Culture locale et patrimoine

### Lieux et monuments
- Vestiges du prieuré de Saint-André-de-Rosans : église (XIe et XIIe siècles), bâtiments conventuels (XIIe et XIIIe siècles). Le prieuré de Saint-André-de-Rosans a été établi à la suite d'une donation d'un clerc, prénommé Richaud, à l'abbaye de Cluny en 988. Les biens donnés s'étendaient sur plusieurs communes situées aux confins des Hautes-Alpes et de la Drôme, mais aussi dans le Vaucluse (Malaucène) ou dans les Alpes-de-Haute-Provence (Mison). Le prieuré subsiste jusqu'à la Révolution, mais il est en grande partie détruit à l'occasion des Guerres de religion. Il fut souvent confondu, jusqu'au XIXe siècle avec un temple consacré à Bacchus tant son décor lié à la vigne est important. Les spécialistes ont reconnu dans ces lacs de pampres la feuille du cépage Paga Debiti. L'édifice est classé et partiellement inscrit au titre des monuments historiques en 1925, 1986 et 1987[33].
- Église Saint-André de Saint-André-de-Rosans.
- Chapelle de Sironne de Saint-André-de-Rosans.
- Chapelle des Isnières de Saint-André-de-Rosans.
- Tour carrée inscrite au titre des monuments historiques en 1988[34].
- La maison du seigneur Manent avec, sur le mur de sa maison, son blason de 1664.
- Aire de pesage, fontaine et lavoir.
- Le monument aux morts[35].
- Sphères de grès de Saint-André-de-Rosans

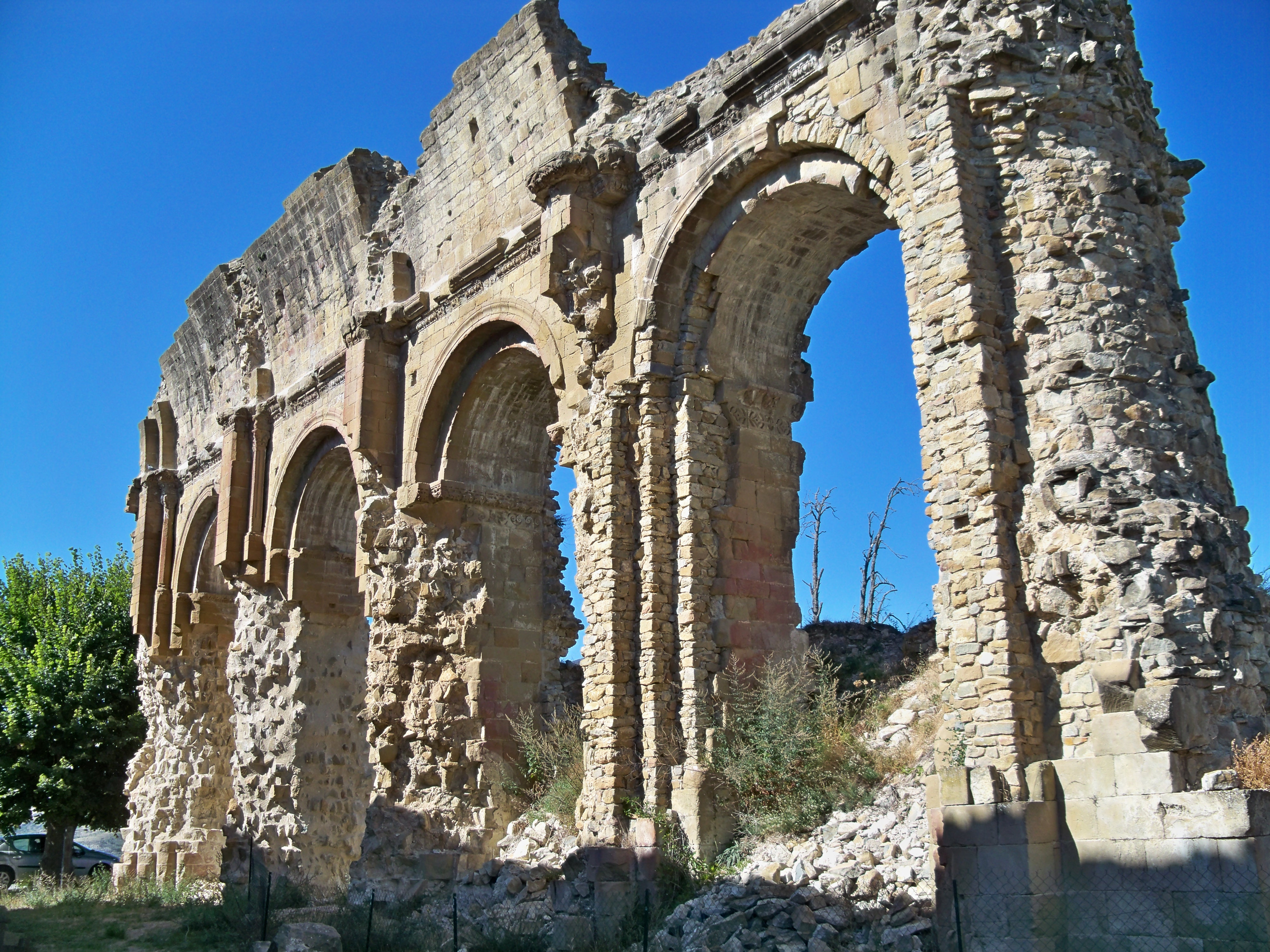
Vestiges du prieuré.
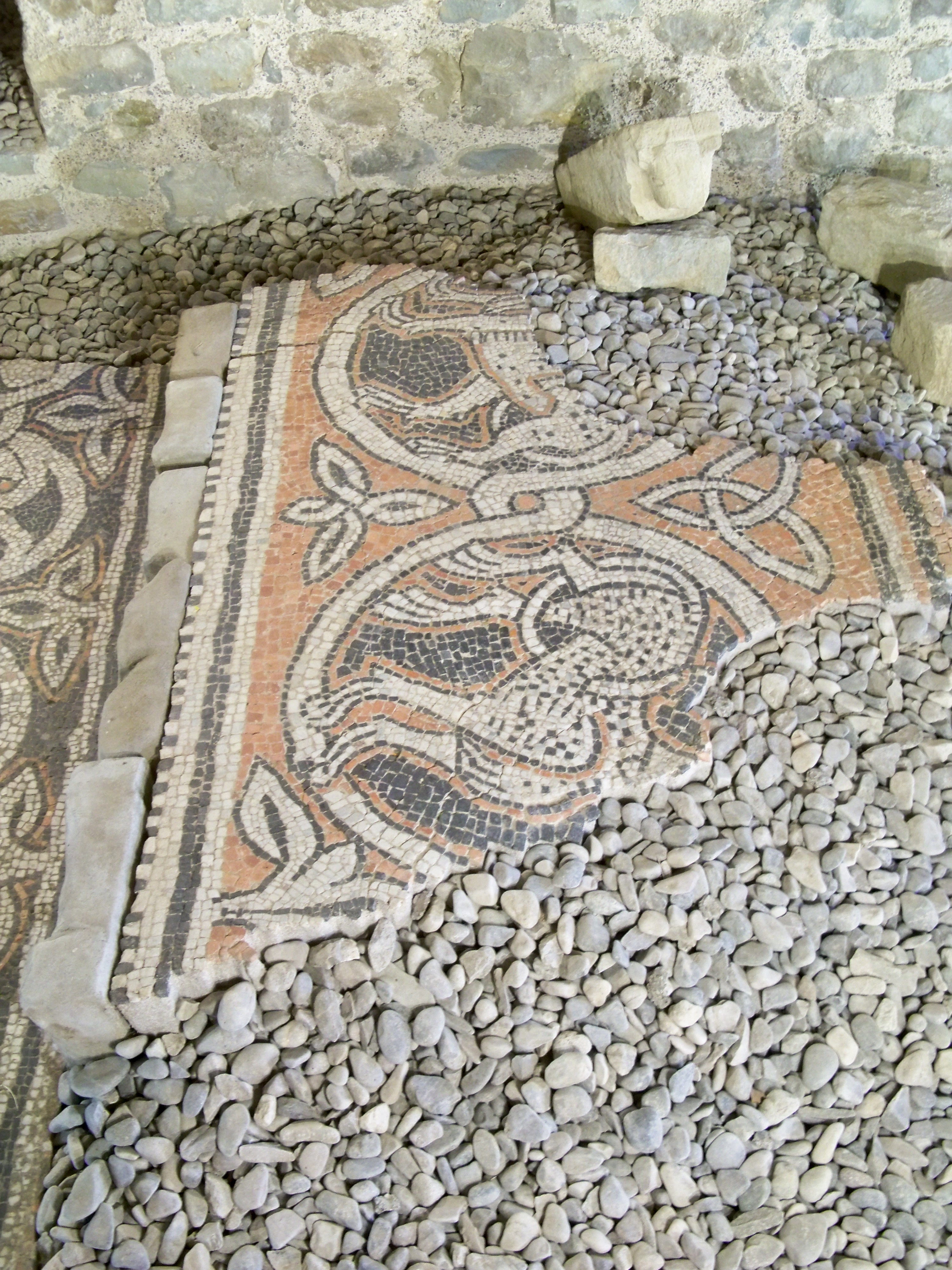
Mosaïques du prieuré.
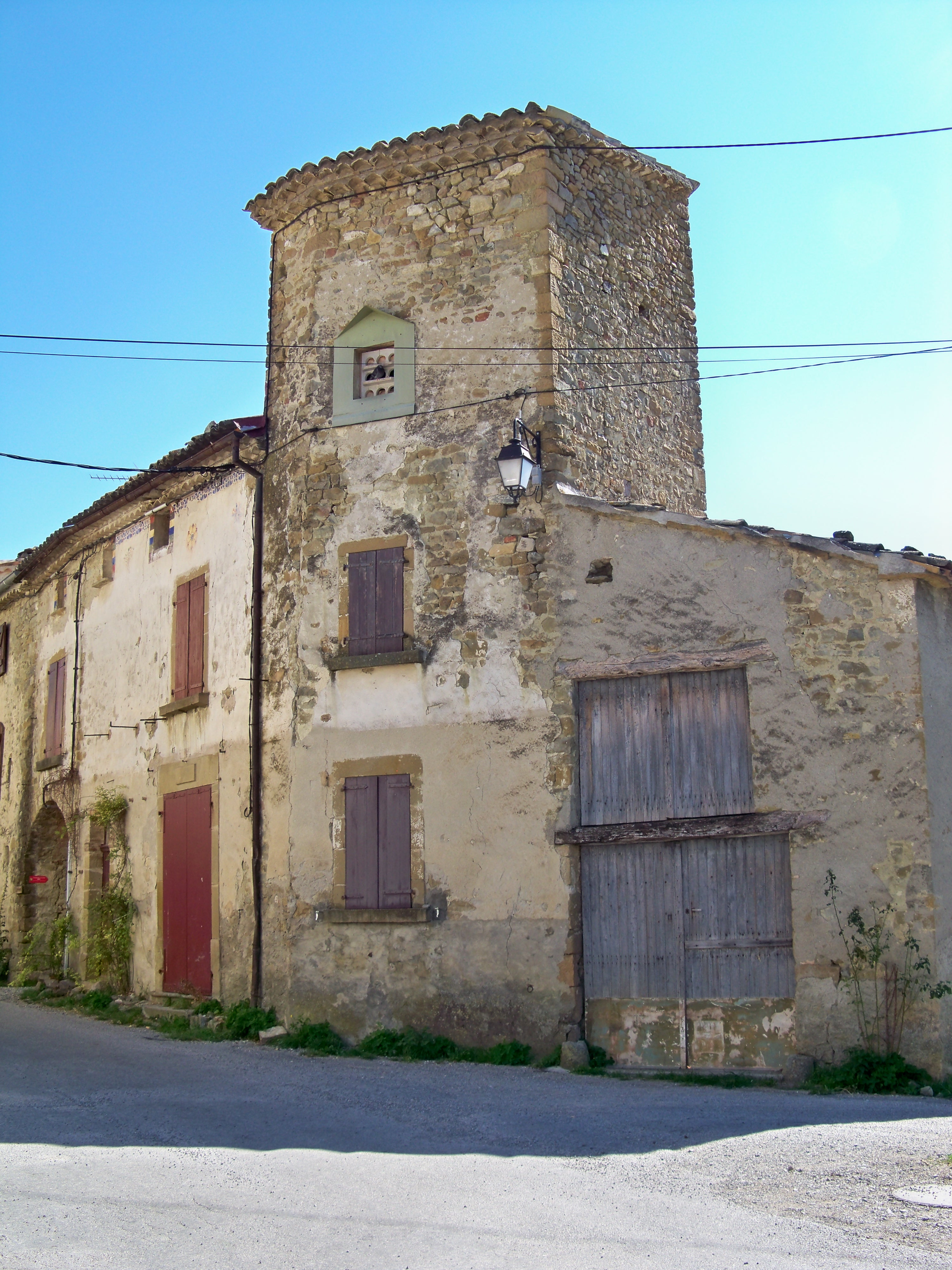
Tour carrée.
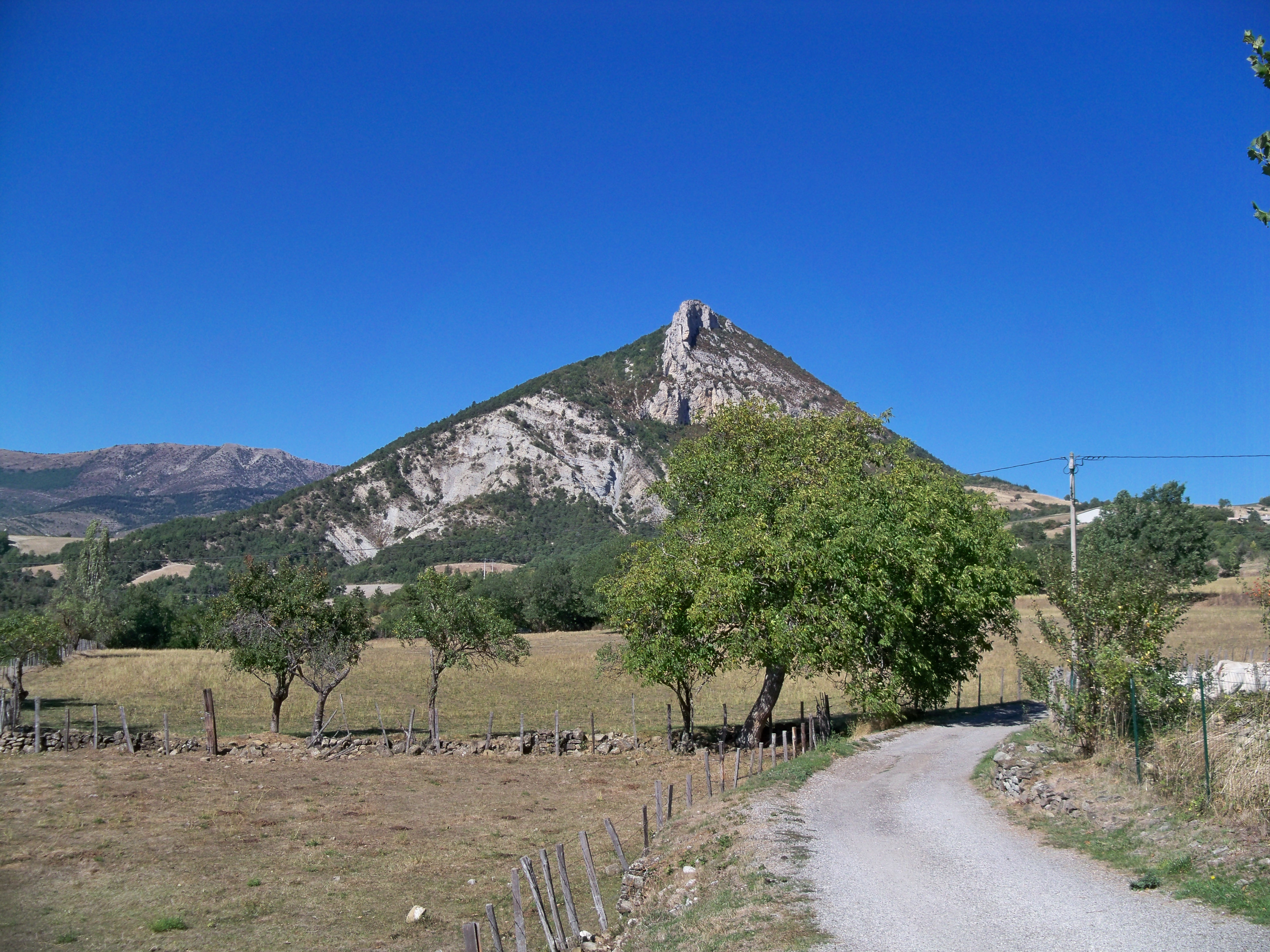
Colline près de Saint-André-de-Rosans.
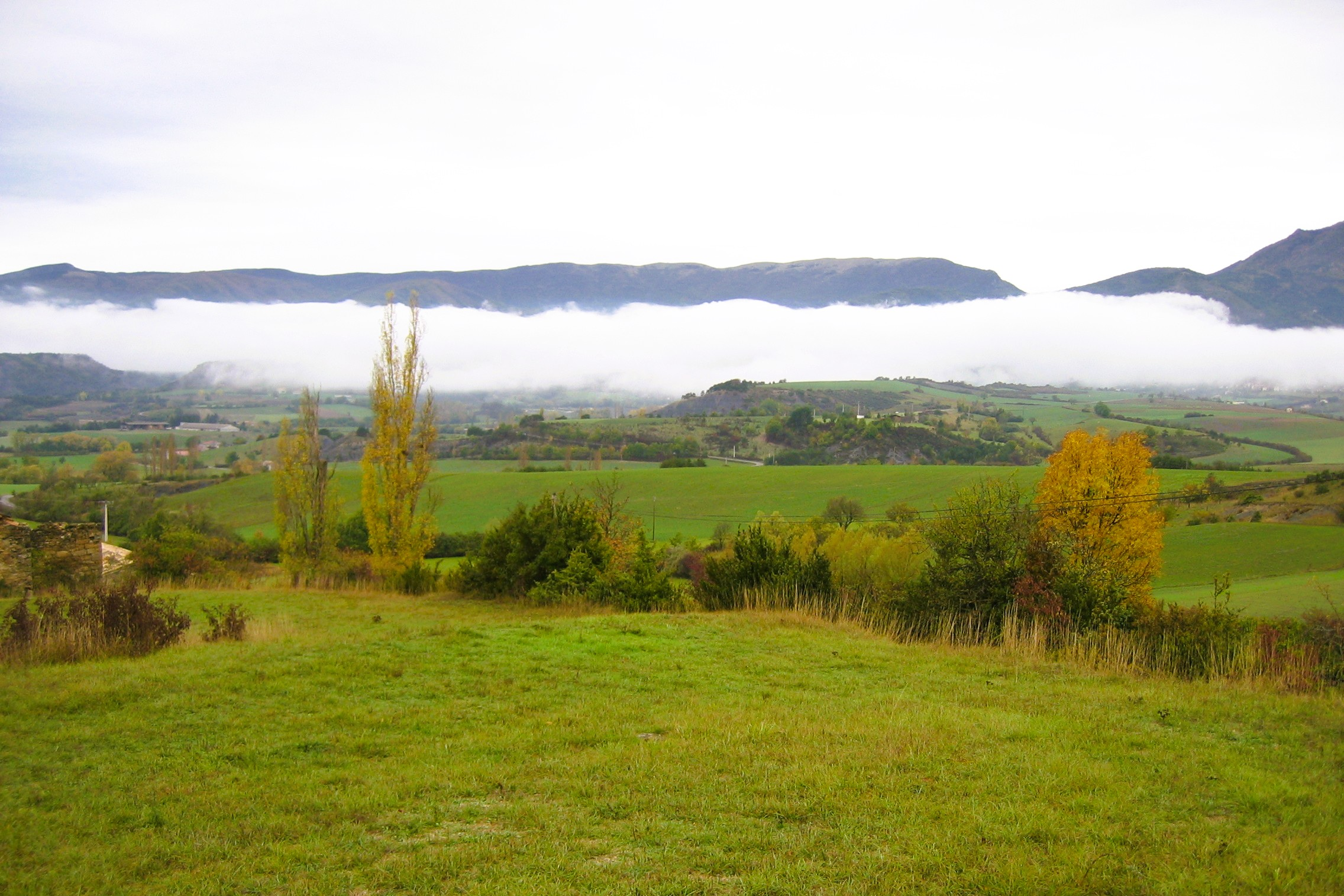
Vue prise de Saint-André-de-Rosans.

### Héraldique
| Blason de Saint-André-de-Rosans | Blason  | D'argent au sautoir de gueules, chargé d'un animal fabuleux d'or et cantonné de quatre mouchetures d'hermine de sable. |
| Blason de Saint-André-de-Rosans | Détails | L'animal fabuleux est celui figurant sur une mosaïque du prieuré. Le statut officiel du blason reste à déterminer.     |